# Katholischer Flüchtlingsrat
Der Katholische Flüchtlingsrat wurde 1948 gegründet, um „das Flüchtlingsproblem in allen seinen Beziehungen und in seiner ganzen räumlichen Ausdehnung selbstverantwortlich mitberaten und mittragen“ zu können.

## Vorgeschichte
Die eigentliche Geschichte begann allerdings bereits 1947, als nach dem Tode des deutschen Flüchtlingsbischofes Maximilian Kaller noch im gleichen Jahr Bischof Ferdinand Dirichs aus Limburg als dessen Nachfolger bestimmt wurde und im März 1948 zu einer Besprechung über Fragen der katholischen Flüchtlingshilfe einlud. Dabei wurde beschlossen, einen Katholischen Flüchtlingsrat ins Leben zu rufen, „dem in der Mehrheit namhafte Flüchtlinge aller Stämme und Landschaften angehören sollen“.

## Gründung
Die erste Sitzung des Flüchtlingsrates fand am 23. August 1948 in Frankfurt am Main statt. Eine weitere folgte am 7. Dezember 1948 in Köln-Hohenlind, an der Kardinal Josef Frings als päpstlicher Protektor für das Flüchtlingswesen und sein Weihbischof Joseph Ferche (früher in Breslau tätig), teilnahmen. Hans Lukaschek wurde an diesem Termin als Vorsitzender gewählt.
Der Flüchtlingsrat wies auf die Grundsätze zum Lastenausgleich hin und hielt ein Lastenausgleichsamt wie ein Bundesministerium für das Flüchtlingswesen notwendig. Nach dessen Einrichtung wurde Lukaschek erster Bundesvertriebenenminister.
1949 wurde mit der Schrift „Vorschläge und Zahlen für die wirtschaftliche Eingliederung der Heimatvertriebenen in Westdeutschland“ der Öffentlichkeit die drängenden Aufgaben nahegebracht. Als Prälat Franz Hartz Sonderbeauftragter für die Flüchtlings- und Vertriebenenseelsorge wurde, wies der Flüchtlingsrat im „Rundschreiben an alle Seelsorger“ auf die Notwendigkeit der Vertriebenenseelsorge hin.
Nach dem Tod von Hartz 1953 wurde Bischof Julius Döpfner aus Würzburg Beauftragter der Vertriebenenseelsorge (siehe auch: Vertriebenen- und Aussiedlerseelsorge). Nach dessen Berufung nach Berlin wurde Bischof Heinrich Maria Janssen aus Hildesheim für ein Vierteljahrhundert Vertriebenenbischof.
Der Flüchtlingsrat umfasste zu dieser Zeit 34 Mitglieder, davon waren sieben Priester. Die Mitglieder wiederum kamen aus verschiedenen Landsmannschaften: 15 Schlesier, sechs Nordostdeutsche (Ermland, Danzig usw.), fünf Sudetendeutsche, drei Südostdeutsche, zwei Mitteldeutsche und drei nicht vertriebene Westdeutsche.
Unter den Mitgliedern fanden sich die Kapitularvikare Paul Hoppe der Diözese Ermland und Wilhelm Volkmann der Freien Prälatur Schneidemühl, ferner der Apostolische Visitator der Danziger Katholiken Anton Behrendt. Als Institution waren das Heimatwerk der schlesischen Katholiken, das Hedwigswerk, die Bischof-Kaller-Stiftung, die Ackermanngemeinde und das St. Gerhard-Werk vertreten.
1977 wurde Richard Hackenberg Vorsitzender des Flüchtlingsrates, ihm folgte 1984 Ministerialdirigent Günter Fuchs.
Nachfolger als Vertriebenenbischof von Janssen wurde 1983 Weihbischof Gerhard Pieschl.
Auf Grund erheblicher Mittelkürzungen durch staatliche und kirchliche Stellen musste der 1998 von Pieschl berufene Vorsitzende Norbert Matern auch die Mitgliederzahl des Gremiums kürzen.

## Heutige Aufgaben
Der Katholische Flüchtlingsrat setzt sich für Wallfahrten in die Vertreibungsgebiete mit Begegnungen der dortigen Gläubigen ein. Er kümmert sich auch um die kirchliche Beheimatung der Spätaussiedler.